# Vámos Endre
Vámos Endre (Budapest, 1921. június 20. – Budapest, 1987. augusztus 4.) magyar kémikus, egyetemi tanár. A kémiai tudományok kandidátusa (1958).

## Életpályája
1945-ben szerzett vegyész diplomát a Pázmány Péter Tudományegyetemen. 1946-ban a Vacuum Oil Company almásfüzitői gyárában laboratóriumvezetőként ásványolaj finomítással foglalkozott. 1947–1949 között Pesten, a Lardoline gyár kutatómérnöke volt. 1949–1964 között a Magyar Ásványolaj- és Földgázkísérleti Intézetben (MÁFKI) osztályvezető-helyettes, majd 1958-ban a kenőolaj osztály vezetője volt. 1960-ban a Veszprémi Vegyipari Egyetemen műszaki doktori, Budapesten az Eötvös Loránd Tudományegyetemen természettudományi doktori fokozatot szerzett. 1964-ben a Nehézipari Minisztérium fejlesztési főmérnöke lett. 1968-ban a Nagynyomású Kísérleti Intézet, később a Magyar Szénhidrogénipari Kutató-Fejlesztő Intézet alkalmazás-technikai főosztályának vezetője, 1983–1987 között az intézet tudományos tanácsadója volt. 1976-tól a Budapesti Műszaki és Gazdaságtudományi Egyetem címzetes docense, és az Esztergomi Továbbképző Intézet tanára volt.
Tudományszervezői és egyesületi munkásságán kívül igen fontos szakirodalmi munkát fejtett ki, leginkább a gépzsírok és az átmeneti korróziógátló anyagok, valamint a tribológia kutatása területén. Több kitüntetést kapott. Tagja és vezetője volt a Magyar Kémikusok Egyesülete több szakosztályának. A Magyar Tudományos Akadémia Petrokémiai Bizottságának, a Tribológiai Bizottságának és a Kolloidkémiai Bizottságának is tagja volt.

## Díjai
- Than Károly-emlékérem (1966)[2]
- Pfeifer Ignác-emlékérem (1986)[2]
- Vegyipar Kiváló Dolgozója
- Munka Érdemrend bronz fokozata
- Kiváló Feltaláló aranyérem
- Kiváló Munkáért érdemérem